# Кузяево (посёлок, Дмитровский городской округ)
Кузяево — посёлок в Дмитровском районе Московской области, в составе городского поселения Дмитров.

## География
Посёлок расположен в центральной части района, примерно в 9 км южнее Дмитрова,
, высота центра над уровнем моря 179 м. Ближайшие населённые пункты — Батюшково на юго-западе, Голявино на северо-западе и Минеево на северо-востоке.

## История
До 2006 года Кузяево было центром Кузяевского сельского округа.
Постановлением Губернатора Московской области от 21 февраля 2019 года № 75-ПГ категория населённого пункта изменена с «деревня» на «посёлок».

## Население
| 2002 | 2006 | 2010 |
| ---- | ---- | ---- |
| 48   | ↘37  | ↗45  |